# 三宅輝
三宅 輝（みやけ あきら、1980年10月8日 - ）は日本料理の料理人。六本木「日本料理 三宅輝」「鮨割烹３」、「うなぎ 日本料理 優月」の店主。岐阜県多治見市出身。

## 経歴
1980年、岐阜県多治見市に生まれる。その後県立多治見北高等学校に進学し、青春時代を過ごす。 学生時代はサッカーに熱中していた。
1999年・有馬温泉、中の坊瑞苑を訪ねる。その際に振る舞われたまかない料理を食べて料理の世界に興味を持ち、料理人修行に入る。
2002年、師匠である大田忠道から21歳でホテル知夫の里の料理長に任命される。そして、つたやグランドホテル、つたや季の宿 風里、てんてん手毬、出雲神々縁結びの宿 紺家等の料理長を務め、2010年に摂津観光株式会社の総料理長に任命される。
数々の旅館のコンサルティングを務め、調理師学校の講師、ベターホームなどで料理指導をこなす。
三宅のチームは、「全国『天地の会』（あまつちのかい）」（大田忠道結成）の中でも「日本料理界の武道派軍団」とも称されたが、かつては実際に伝統的料理界から異端扱いされていたこともあったという。
2012年、日本料理の発展、調理師学校の講師、被災地へのボランティア活動などが認められ大阪府知事賞に推薦されるも、年齢が若すぎるため辞退する（調理師の府知事賞の受賞対象は35歳から）。
2013年、日本料理専門調理師の資格を取得。
2014年、数々行って来た活動を休止し、地元である多治見市に「うなぎ 日本料理 優月」を創立する。
2017年、国際陶磁器フェスティバル美濃'17のメインシェフとして参加する。また、同年、平成29年度 第1回世界の料理講座【日本料理】に講師として出演。
2018年、台湾の老舗料理店 欣葉にて日本料理講座の講師をつとめる。
2019年、第30回技能グランプリにおいて敢闘賞を受賞する
2019年、農林水産省より日本食普及の親善大使に任命される。
2020年、多治見市観光大使に任命される。
2020年7月、株式会社みやけを設立。東京都港区六本木に「日本料理 三宅輝」を8月7日にオープン。
2021年年4月、ひょうごの匠に認定される。
2022年9月、今までの功績が認められ、庖匠師範会から庖匠師範の称号を受ける。
2025年3月、「鮨割烹３」オープン
2025年6月、日本調理師協会より会長表彰を受ける。

## TV出演
- 志村けんの激ウマ列島（テレビ朝日）[6]
- かんさい情報ネットten.（読売テレビ）[7][8]
- ぶっこみジャパニーズ(TBS)[9]　　(大田忠道の回に出演)

## ラジオ出演
- 寺谷一紀とい・しょく・じゅう！（ラジオ関西）[10]